# Мухаммад II Аламутский
Ну́р ад-Ди́н Муха́ммад II, также ‘А'лá’ Муха́ммад (1148 — 1210) — исмаилитский-низаритский имам Аламутского периода, который правил дольше всех повелителей (Худаванд) Аламута. Он подтвердил политику своего отца, Хасана ‘Ала-Зикрихи’с-Салама, который был зарезан через год после провозглашения киямата.

## Биография

### Имя и почётные звания
Известен как «А'ла ад-Дин» в некоторых рукописях «Калам-и-Пира» и некоторыми другими историками. В других рукописях «Калам-и-Пира» он упоминается как Зия ад-Дин. Рашид ад-Дин называет его Нур ад-Дином, но Ходжсон считает, что это сомнительно. 

### Происхождение
Известно, что Мухаммад II был плодовитым писателем, и развил доктрину своего отца о киямате. Нур ад-Дин Мухаммад II утверждал, что у его отца и у него самого была альтернативная генеалогия, которая отрицала происхождение от Мухаммада ибн Бузург-Умида, который был лишь кажущимся отцом, скорее настаивал на том, что его отец был «сыном потомка Низара, который тайно нашёл убежище в деревне близ Аламута». 
Бернард Льюис пишет в своей книге, что:
Хасану наследовал его сын Мухаммад, который подтвердил, что его отец и, следовательно, он сам были потомками Низара и последующих имамов
Период Ала Мухаммада был более продолжительным, в течение которого не было войн между исмаилитами и соседними правителями. Вполне возможно, что Аббасиды и сельджуки находились в упадке и были неспособны атаковать исмаилитские замки.

### Последовательность
Нур ад-Дин Мухаммед II родился в замке Аламут. Когда он стал лидером Аламута, он немедленно отомстил за смерть своего отца, казнив убийцу своего отца, Хасана ибн Намавара (который, по-видимому, не мог мириться с реформами и притязаниями Хасана 'Ала-Зикрихи’с-Салама и хотел восстановить шариат) и родственников последнего, став преемником своего отца в девятнадцать лет. Этот акт положил конец всем оставшимся членам династии Буидов.

### Внешнее воздействие
Доктрина киямата, по-видимому, не соблюдалась внешними группами, и политически Льюис утверждает, что: 
Период правления Мухаммада II был относительно безоблачным, если не считать убийства визиря халифа в Багдаде.
В этот период было больше взаимодействия с сирийской общиной низаритов и знаний о ней, которую возглавлял да’и Рашид ад-Дин Синан, известный как «Старец Горы» из источников крестоносцев.

### Киямат аль-Кияма
Киямат был провозглашён на мероприятии 8 августа 1164 года Хасаном 'Ала-Зикрихи’с-Саламом. По этому случаю он собрал различных да’и из разных уголков мира. Киямат в некотором смысле завершает эпоху и знаменует начало новой. Насир ад-Дин Туси далее развил и согласовал доктрину киямата в своём «Раузат аль-Таслим» («Сад покорности»), где он настаивает на том, что киямат — это не просто единичное событие в конце времён, но это переходный период, когда открытая истина, или «хакика» (духовность и вечная истина религии), раскрывается.

### Смерть
В 607 году/сентябре 1210 года Нур ад-Дин Мухаммад II умер, возможно, из-за отравления. Его преемником стал его сын Джалал ад-Дин Хасан III, который отверг политику своего отца, и приказал своим последователям следовать шариату.

### Разногласия
Современные суннитские источники ничего не упоминают о киямате низаритов Аламутского периода, и некоторые историки утверждают, что этот период и знания о его событиях, по-видимому, оставались ограниченными, пока монголы не разрушили замок Аламут, и сунниты нашли там свои письмена (и написали об этом десятилетия спустя). Одним из основных средств, с помощью которых мы получаем информацию об их писаниях и истории, являются (предвзятые и неблагоприятные) истории Джувейни (Тарих-и Джахангушай-и Джувейни), Рашида ад-Дина (Джами ат-Таварих) и Кашани (Зубдат ат-таварих). Однако до нас дошёл один анонимный низаритский трактат под названием «Хафт Баб-и Баба Сайидна», датируемый временем Мухаммада II, который даёт нам некоторое представление о доктрине киямата этого периода. Однако даже этот источник не является современным документом, фиксирующим фактическое провозглашение киямата.